# Председнички избори у САД 1792.
Председнички избори у САД 1792. су били други председнички избори по редоследу, и одржани су од петка 2. новембра до среде 5. децембра 1792. Актуелни председник САД-а Џорџ Вашингтон је поново једногласно одабран да служи други председнички мандат, док је Џон Адамс поново изабран за потпредседника САД-а. Вашингтон је у суштини био једини кандидат за председника, међутим Адамс је био у жестокој изборној борби са гувернером савезне државе Њујорк Џорџом Клинтоном. У то време су изборници имали два гласа; један за председника и један за потпредседника, и ко год је добио највише гласова је постајао председник, односно потпредседник САД.